# Peter Raba
Peter Raba (* 3. Juni 1936 in Murnau) ist ein deutscher Homöopath, Autor, Verleger (Andromeda Verlag) und Fotograf.

## Leben

### Studium und Fernsehen
Peter Raba, Sohn des Geigers Jost Raba (1900–2000), studierte in den Jahren 1957 bis 1962 Germanistik, Theaterwissenschaft, Psychologie und Anthropologie in München. Von 1963 bis 1968 war er als Redakteur und Regisseur für das Bildungsprogramm des Bayerischen Rundfunks BR-3 tätig.

### Fotografie
Bereits zu seiner Zeit beim Fernsehen verfolgte Raba eigene künstlerische Wege. Im Sommer 1968 zeigte das Münchner Stadtmuseum seine Großfotoausstellung Eva & Er. Durch diese Ausstellung wurde Raba zum gefragten Fotografen und war bis 1975 hauptberuflich auf dem Sektor der Mode- und Werbefotografie, sowie der Titelbildgestaltung tätig.

### Homöopathie
Durch eine eigene Erkrankung begann Raba ab 1974 die Möglichkeiten der Klassischen Homöopathie zu erforschen. 1976 bestand er die Heilpraktikerprüfung und praktiziert seitdem in eigener Praxis.

## Schaffen

### Fotografie
Die Titelbildgestaltung von Zeitschriften stellte die Fotografen in den 1960er und 70er Jahren vor die Herausforderung, komplexe Themen ohne digitale Bildbearbeitung darzustellen. Raba entwickelte eine spezielle Art der Doppelbelichtung auf ein und demselben Negativ bzw. Diapositiv, welche er mit dem Ausdruck PAN-Optik belegte. Die Arbeitsweise, unterschiedliche Bildelemente zu einem Ikonographischen Ideogramm mit neuem Sinngehalt zu verschmelzen, geht wesentlich auf Peter Raba zurück.

### Homöopathie
Raba hielt 30 Jahre Seminare und Ausbildungen über Klassische Homöopathie und Traumarbeit (basierend auf der Psychologie von C. G. Jung sowie gestalttherapeutischen Ansätzen von Fritz Perls) in Deutschland. Er beendete seine Lehrtätigkeit im 75. Lebensjahr. In seinen Publikationen wendet er sich an Fachkreise und interessierte Laien. Er entwickelte einen 52-seitigen Fragebogen zur homöopathischen Anamnese mit 700 Einzelfragen und Patienteninformationen als Arbeitswerkzeug. Raba selbst versteht sich als „Seelenkryptologe und Ursachentherapeut und die Klassische Homöopathie als eine hochkünstlerische Methode“.
„Aus der Arbeit mit den äußeren Bildern dieser Welt fand Raba den Weg zu den inneren Bildern der Seele, in einer ganzheitlichen Schau des Lebens.“. Rabas Publikationen sind zumeist reichhaltig bebildert. Er nutzt die Möglichkeiten der Fotografie um Themen in der Homöopathie und Psychologie bildhaft zum Ausdruck zu bringen. Ein Beispiel hierfür ist die Tigerlady (eine Doppelbelichtung: halb Frauenkopf, halb Tigerkopf) als Sinnbild für die verborgene dunkle Seite im Menschen.

## Ausstellungen
Eva & Er, Grossfotoausstellung:
- 1968 im Münchner Stadtmuseum[12][13][14]
- 1968 in Frankfurt
- 1969 in der Wiener Secession[15]
- 1969 im Kubus in Hannover[16]

## Werke (Auswahl)

### Belletristik und Fotografie

#### Bücher
- Eva & Er. Eine paradiesische Phantasie. Das Buch zur Fotoausstellung. Bildband mit Fragmenten aus dem Gedicht-Zyklus Melancholischer Dionysos. München 1969.Verlag Schumacher-Gebler. ISBN
- Lori und Lurano. Ein Märchen von Fröschen und Menschen. Murnau 1988. Amethyst-Verlag. ISBN 3-9801502-2-4.
- Murnau I: Impressionen, Skizzen, Erinnerungen. Murnau 1989. Amethyst Verlag. ISBN 3-9801502-5-9.
- Murnau II: Mythen, Sagen, Legenden in Zusammenarbeit mit Hedwig Schedler-Simet. Murnau 1992. Amethyst Verlag. ISBN 3-927662-04-6.
- Gespräche mit Bruno – Requiem für einen Braunbären. Murnau 2008. Edition Lebenswert. ISBN 978-3-9812194-6-3.

#### Fachzeitschriften
- Symbolfotografie und PAN-Optik.Internationale Fototechnik 4/1972. München 1972. Seiten 100 bis 104.

#### Interviews
- Aktfotografie. Porträt eines Praktikers. Foto Magazin 8/1969. München 1969. Seiten 44, 45 und Seiten 84 bis 87, 93

### Homöopathie und Psychologie

#### Bücher
- Homöopathie – das Kosmische Heilgesetz. Murnau 1997. Andromeda Verlag. 3. Auflage 2005. ISBN 978-3-932938-93-1.
- Eros und sexuelle Energie durch Homöopathie. Murnau 1998. Andromeda Verlag. 3. Auflage 2006. ISBN 978-3-932938-38-2.
- Psyche und Homöopathie von A-Z oder Homöopathie für Seele und Gemüt. Murnau 2005. Andromeda Verlag. ISBN 978-3-932938-07-8.
- Homöopathie und Traumleben. Die Psychodynamik nächtlicher Träume unter Einwirkung homöopathischer Arzneien und aktiver Traumarbeit. Murnau 2007. Andromeda Verlag. ISBN 978-3-932938-21-4.

#### Fachzeitschriften
- Psycho-Homöopathie mit Farben. CO`MED. Das Fachmagazin für Komplementär-Medizin. Hochheim 2004. Ausgabe 10/2004. Seiten 133 bis 134. ISSN 0949-2402.
- Wie wirkt- und was kann Homöopathie? Praxis-Magazin, die medizinische Fachzeitschrift für Naturheilkunde. Staufen 2008. Ausgabe Oktober 2008. Seiten 12 bis 17. ISSN 1612-7307.
- Homöopathie bei Potenzproblemen von Mann und Frau. Zeitschrift für Komplementärmedizin (zkm). Stuttgart 2010. Hippokrates Verlag. Ausgabe 1/2010. Seiten 30 bis 35. ISSN 1867-6081.
- Homöopathie bei Folgen von Missbrauch, Inzest und Vergewaltigung. Allgemeine Homöopathische Zeitung (AHZ). Stuttgart 2010. Karl F. Haug Verlag. Ausgabe 05/2010. Band 255/2010. Seiten 6 bis 12. ISSN 1438-2563.
- Homöopathie: Der geschockte Kanarienvogel[17]

#### Interviews
- Die Frau im Manne.[18]
- Göttliche Homöopathie. Paracelsus report. Heft 3 im Jahr 2000. Seiten 22 bis 35. ISSN 0941-3855.[19]